# ライブ5時 いまドキッ!
『ライブ5時 いまドキッ!』（らいぶごじ いまドキッ）は、RSK山陽放送（RSKテレビ）で2022年4月4日から放送している夕方ワイド番組である。

## 概要
2021年4月5日から放送していた『ちゃんねるロック』が『ちゃんねるロック 天神サタデー』に改題した上で、7月3日からの土曜16時への枠移動をもって一旦平日夕方帯枠から撤退したが、2022年4月改編から再び平日夕方帯枠に当番組をスタートさせることになった。
テーマは「いま知りたい、知るべきことを」「岡山・香川の暮らしを楽しく、豊かにするための情報番組」。
夕方のローカルワイドニュースは別番組（RSKイブニングニュース）として放送していることから、これまでの平日夕方ワイドでローカルニュースは番組オープニング直後に3分間程度の放送にとどまっていた。当番組では、これに加えて『RSK NEWS DIG Powered by JNN』からのニュース特集も放送している。
2025年4月改編で、4月4日より『金曜ライブ いまドキッ!』にタイトルを改め、毎週金曜日15:49から放送する。このため、平日放送の『Nスタ』の金曜版は非ネット。17:50のJNNニュースのみ放送。

## 出演者

### 現行
これまで月曜から木曜までメインMCを担当していた竹内大樹が、2024年9月30日より『RSKイブニングニュース』の月曜から木曜のメインキャスターを担当することに伴い退任。これに代わって、月曜から木曜までは『RSKイブニングニュース』のメインキャスターを前週まで担当していた坂井良太と杉澤眞優がメインMCとして担当するようになった。金曜はメインMCを設けないで、宮武将吾と千神彩花を中心に担当する形を取っている。
また、2024年に入社した柏野仁弥・甲野良輔・前田唯の3人もこの番組を担当することになった。なお、この3人はこの番組とは別の曜日に『RSKイブニングニュース』のキャスターも担当している。
この他、気象情報担当として佐藤俊和（気象予報士）が月曜から金曜を通して出演している。
- 月曜：杉澤眞優・柏野仁弥・坂本大輔
- 火曜：坂井良太・坂本大輔・難波紗也・古米沙世（難波と古米は隔週ごとの出演）
- 水曜：坂井良太・新田真子・甲野良輔
- 木曜：杉澤眞優・坂井良太・甲野良輔・前田唯
- 金曜：宮武将吾・千神彩花・坂本大輔

### 過去
番組開始当初は、『あれスタ』までと同様に月曜から金曜まで通して固定のメインMCは設けず曜日別担当となっていた（サブMCは月曜から水曜まで竹内大樹で固定）。2023年4月より、竹内大樹が月曜から木曜のメインMCを担当していた（金曜のメインMCは宮武将吾が担当）。
その他の出演者についても、2022年10月以降は一部出演者を除いて複数の曜日を担当するようになっていた。

### 2022年4月 - 9月
- 月曜：中村恵美・竹内大樹・千神彩花・春川正明（コーナー担当、元読売テレビ解説委員長）
- 火曜：遠藤寛子・竹内大樹・中屋藍
- 水曜：中村恵美・竹内大樹・武田彩佳
- 木曜：国司憲一郎・中屋藍・新田真子
- 金曜：奥富亮子・伊藤正弘・坂本大輔

### 2022年10月 - 2023年3月
- 月曜：中村恵美・竹内大樹・武田彩佳・春川正明（コーナー担当）
- 火曜：遠藤寛子・竹内大樹・中屋藍・春川正明（コーナー担当）
- 水曜：中村恵美・竹内大樹・武田彩佳
- 木曜：竹内大樹・中屋藍・新田真子
- 金曜：国司憲一郎・新田真子・坂本大輔

### 2023年4月 - 12月
- 月曜：竹内大樹・岡田美奈子・中屋藍
- 火曜：竹内大樹・中屋藍・坂本大輔
- 水曜：竹内大樹・新田真子・坂本大輔
- 木曜：竹内大樹・岡田美奈子・中屋藍
- 金曜：宮武将吾・新田真子・坂本大輔

### 2024年1月 - 現在
- 月曜：竹内大樹・岡田美奈子・田中愛（コーナー担当）
- 火曜：竹内大樹・坂本大輔・難波紗也・古米沙世（難波と古米は隔週ごとの出演）
- 水曜：竹内大樹・新田真子・坂本大輔
- 木曜：竹内大樹・岡田美奈子
- 金曜：宮武将吾・新田真子・坂本大輔

## 放送時間
- 月曜 - 金曜 16:50 - 17:50
  - 祝日は基本休止となり『Nスタ（17時台）』（TBSテレビ制作）が16時台から引き続いて臨時ネットされる。
  - 2022年9月19日は敬老の日特別版として放送予定（録画）だったが台風14号が岡山・香川に最接近していたため、急遽生放送に変更し台風情報関連の情報を伝えた（進行は本来の月曜担当ではなく、奥富亮子と気象予報士である高畑誠が務めた）。